# Vijeće sigurnosti Ujedinjenih naroda
Vijeće sigurnosti jedno je od šest glavnih tijela Ujedinjenih naroda kojemu, prema članku 24. Povelje UN-a, države članice organizacije povjeravaju zadatak očuvanja međunarodnog mira i sigurnosti.

## Sastav
Vijeće sigurnosti sastoji se od 15 zemalja članica UN-a; od toga pet stalnih (SAD, Kina, Francuska, Velika Britanija i Rusija) i deset nestalnih članica. Nestalne članice postavlja Opća skupština ako zadovoljavaju dva kriterija: doprinos međunarodnom miru i sigurnosti te ostalim ciljevima organizacije i pravedna geografska raspoređenost. Nestalne članice u Vijeće sigurnosti izabrane su na vremensko razdoblje od dvije godine pri čemu se na prvim sljedećim izborima za nove članove (održanih nakon što se broj članica vijeća sigurnosti s 11 povećao na 15) dva člana vijeća sigurnosti izaberu za vremensko razdoblje od jedne godine. Zemlja članica kojoj je mandat istekao ne može biti izabrana odmah nakon toga.

## Način rada
Vijeće sigurnosti mora biti organizirano tako da se može sastati u bilo kojem trenutku; zato su zemlje članice dužne imati svojeg predstavnika nazočnog 24 sata na dan. Lokacija nije točno određena.
Svaka država članica Vijeća sigurnosti ima po jedan glas. U proceduralnim odlukama (one koje treba usvojiti da bi Vijeće sigurnosti uopće djelovalo), odluke su usvojene ako za njih glasuje devet od petnaest bilo kojih zemalja članica - kako stalnih, tako i nestalnih. 
Meritorne odluke usvajaju se ako za njih glasuje devet članova Vijeća sigurnosti među kojima pozitivno opredijeljenih za odluku mora biti svih pet stalnih članica.
Po 31. članu povelje o UN-u, sastancima može nazočiti država nečlanica Vijeća kada se odluke koje donosi bitno tiču njezinog interesa. U tom slučaju zemlji je dozvoljena prisunost na sastancima, ali ne i glasovanje.

## Hrvatska i Vijeće sigurnosti
Republika Hrvatska je 1. siječnja 2008. godine postala nestalna članica Vijeća sigurnosti, u razdoblju od 2008. do 2010. 

## Vanjske poveznice
- Ujedinjeni narodi Rezolucije Vijeća sigurnosti Ujedinjenih naroda